# Cucu malac
Cucu malac a Warner Bros. Bolondos dallamok-rajzfilmjeinek visszatérő szereplője. Ő volt a stúdió első ilyen jellegű karaktere, már a rajzfilmek történetének kezdetén rengeteg közönség- és kritikuskedvenc rövidfilmben szerepelt. A mai napig fontos szereplője a különféle Warner-rajzfilmeknek és -sorozatoknak.
Közismert a több rövidfilm végén elhangzó szállóigéjéről is, az "Ez van, srácok!" ("That's all folks!") mondatról, melyet általában dadogva mond el. A Bolondos dallamok történetének legrégebbi visszatérő figurája.
Amikor beszél, Cucu jellegzetesen dadog, általában első kísérletre nem sikerül emiatt elmondania, amit szeretne, majd azt más, hasonló jelentésű szavakkal helyettesíti, így rendszerint azonnal sikerül kimondania, amit szeretne. Eredetileg hét hónapos kismalacként ábrázolták, azonban később a felnőtt változat vált megszokottá. Az amerikai animáció aranykorában Cucu malac 153 alkalommal jelent meg rajzfilmekben.
Magyar hangja az 1986-ban készült eredeti szinkron szerint Szombathy Gyula volt, majd az 1990-től készült szinkronokban Csankó Zoltán vette át a szerepet, a 2010-es évekig a Cucu malac legtöbb megjelenését az ő hangjával lehetett hallani. Ez alól kivétel a Space Jam - Zűr az űrben című mozifilm, amelyben Lippai László alakította. Az Újabb bolondos dallamok, az Új bolondos dallamok, valamint a Tapsi Hapsi és barátai című rajzfilmsorozatokban már Kerekes József hangján szólalt meg.

## Fogadtatása
Cucu a TV Guide "50 legjobb rajzfilmszereplő" című listájának 47. helyén állt.

## Filmográfia
- I Haven't Got a Hat (1935)
- Plane Dippy (1935)
- Porky's Duck Hunt (1937)
- Porky in Wackyland (1938)
- Porky Pig's Feat (1943)
- Kitty Kornered (1946)
- The Wearing of the Grin (1951)
- Corn on the Cop (1965)
- Mucho Locos (1966)
- Roger nyúl a pácban (1988)
- Space Jam – Zűr az űrben (1996)
- Bolondos dallamok – Újra bevetésen (2003)
- Space Jam: Új kezdet (2021)

## Fordítás
Ez a szócikk részben vagy egészben  a   Porky Pig című angol Wikipédia-szócikk ezen változatának fordításán alapul.  Az eredeti cikk szerkesztőit annak laptörténete sorolja fel. Ez a jelzés csupán a megfogalmazás eredetét és a szerzői jogokat jelzi, nem szolgál a cikkben szereplő információk forrásmegjelöléseként.